# Giuseppe Ciabattini
Giuseppe Ciabattini (Aulla, 20 marzo 1884 – Milano, 1962) è stato un attore, regista e scrittore italiano.
Esercitò un po' tutti i ruoli nel campo dello spettacolo dei suoi tempi: drammaturgo, regista e attore in teatro, regista, soggettista, sceneggiatore e attore nel cinema muto, scrittore e attore nelle commedie radiofoniche. Da quest'ultimo ambito viene il motivo per cui  è maggiormente ricordato; nel 1956, infatti, scrisse per la radio sei brevi radiodrammi gialli, che avevano per protagonista un detective originale: il senzatetto Tre Soldi. I testi, solo lievemente modificati per la lettura, furono pubblicati in appendice ai "Capolavori dei Gialli" Mondadori ed ebbero un discreto successo; quindi Ciabattini fu indotto a scrivere due romanzi più lunghi con gli stessi personaggi, che furono pubblicati nel Giallo Mondadori. Attualmente questa serie, di due romanzi e sei racconti, è distribuita gratuitamente in formato digitale dalla biblioteca Sormani.  

## Biografia

### Teatro
Cenni parziali sul lavoro teatrale di Ciabattini, come autore, regista e attore si trovano in fonti disparate. Una sua raccolta di otto commedie viene pubblicata dalla tipografia Mantero di Tivoli nel 1938. Dalla diffusa rivista "Il Dramma", si evince che nel 1934 ha avuto notevole successo come autore e regista della compagnia Filodrammatica del Dopolavoro Ospedaliero. Nella stagione 1956-57 risulta attore in organico alla compagnia Teatro S.Erasmo diretta da Carlo Ravi e Lida Ferro. Fotografie che lo raffigurano e copioni a suo nome si trovano nell'archivio del regista Enzo Ferrieri. Il suo  Semaforo rosso risulta segnalato alla edizione 1959 del premio Riccione Teatro. Negli anni Cinquanta lo troviamo anche di frequente, in ruoli da caratterista, nelle commedie registrate per la televisione.

### Cinema
Più documentata è l'esperienza cinematografica di Ciabattini, che va dalle pionieristiche pellicole mute del 1914 al più noto Avanti c'è posto... del 1942 con Aldo Fabrizi. Dei film si conservano, in diversi repertori, numerosi titoli; come riferisce Vittorio Martinelli si trattava di opere artigianali, per le quali il regista investiva il capitale, ricopriva diversi ruoli (facendo recitare all'occorrenza anche la moglie e la moglie del socio) e infine vendeva la pellicola a un distributore senza più occuparsene. Già in questi film pare che Ciabattini avesse evidenziato una particolare predisposizione per il genere giallo (anche se il neologismo "giallo", nato nel 1929 con la pubblicazione della collana Mondadori, doveva ancora essere coniato).

### Radio
Nel secondo dopoguerra il radiodramma conobbe una stagione di grande successo. Le opere trasmesse dalla Rai (ex EIAR) erano seguite da un pubblico numeroso e venivano commentate nelle pagine dei periodici. Ciabattini partecipò come attore a queste produzioni. Impadronitosi delle tecniche specifiche di questo tipo di dialogo egli scrive, con lo pseudonimo di Giuseppe Catiani, due sceneggiati polizieschi: I sessanta giorni dell'ispettore Scala e L'ispettore Scala è in piedi, trasmessi nel corso del 1951 dal canale radiofonico Rete Azzurra della Rai.

### La serie di Tre Soldi
In una serie radiofonica di sei episodi, trasmessa dalla Rai nel 1956, compaiono per la prima volta Tre Soldi e Boero, "barboni" che vivono negli interstizi di una grande città che non viene mai nominata ma in cui si può riconoscere facilmente Milano (identificazione confermata per via indiretta da Tre Soldi, che racconta di aver assistito alle riprese di Miracolo a Milano, film di De Sica girato pochi anni prima che rappresentava, appunto, la vita di una comunità di senzatetto). Dalla loro posizione marginale i due compari osservano con ingenua curiosità il mondo moderno. Quando si imbattono un caso misterioso, Tre Soldi (avido lettore di quei "libretti dalla copertina gialla" che trova fra la carta da macero) si appassiona a cercarne la soluzione, mentre Boero, più pragmatico e scettico, svolge nel racconto la funzione di un Watson. I testi dei primi sei casi vengono pubblicati in appendice ai "Capolavori dei gialli" e vi risalta l’aspetto più originale della scrittura di Ciabattini: la lingua parlata dai due barboni che "conserva, è vero, le figure tipiche del parlato (soprattutto di un parlante di modesta cultura), ma è un artificio, la cui intrinseca comicità è affidata a bisticci di parole, citazioni di frasi fatte, ma deformate o contaminate, e illogici accostamenti semantici". La scrittura diventa quindi "un abile gioco metalinguistico costruito per divertire il lettore; un lettore ben altrimenti acculturato e attento all'aspetto tecnico del giallo". Seguono due romanzi (Tre soldi e la donna di classe e Tre soldi e il duca); per fare fronte alla maggiore complessità dell'intrecco ai due amici si affancano il commissario Leoni, che segue le inchieste con mezzi istituzionali, e un narratore, un "professore" dietro cui si cela Ciabattini stesso; ma sono sempre le osservazioni di Tre Soldi a fornire la chiave del mistero.  
Attualmente tutta la serie di Tre Soldi (due romanzi e sei racconti), con il titolo L'opera di Tre Soldi, fa parte degli "ebook della Sormani", una collana digitale che offre una selezione di ebook liberamente e gratuitamente scaricabili, che comprende autori di un certo rilievo che hanno uno stretto collegamento con Milano, i cui libri sono fuori commercio e difficili da trovare.

## Filmografia

### Attore
- La bambola di Mimma (corto), regia di Enrico Novelli (1914)
- Addio felicità!, regia di Enrico Novelli (1914)
- L'eredità della laguna, regia di Enrico Novelli (1914)
- Il più grande amore , regia di Enrico Novelli (1915)
- Il romanzo di Fabienne (1917)
- La pecorella smarrita (1917)
- Maternità, regia di Ugo De Simone (1917)
- La figlia della tempesta, regia di Ugo De Simone (1917)
- Tua per la vita , regia di Ugo De Simone (1917)
- Uragano, regia di Riccardo Tolentino (1918) - anche sceneggiatore
- L'ultima serata dei diavoli volanti, regia Federico Elvezi (1920)
- La principessa nera, regia di Federico Elvezi (1920)
- Il mistero dello scafandro grigio, regia di Raimondo Scotti  (1920)
- Avanti c'è posto..., regia di Mario Bonnard (1942)

### Regista
- La pecorella smarrita (1917)
- La leggenda dei Costamala (1917)
- Il romanzo di Fabienne 1917)
- Il pezzente gentiluomo (1921)
- Un dramma in montagna (1921)
- Nel gorgo della sventura (1923)
- Gianni Schicchi, (1927)
- La governante di papà (1927)
- Fra i ghiacciai dell'Hortler (1929)

## Opere a stampa
- La prima ora, commedia in tre atti di Giuseppe Ciabattini, prefazione di Nino D'Aroma, Tivoli, Tip. Mantero, (1919)
- Otto commedie: La prima ora. Il rogo. La draga. La morte degli eroi. Il secondo amante. Nai-ko. 7-6^. Tiziano in ascensore, Tivoli, Tip. Mantero, (1938)
- I gialli della fauna. Sei inchieste poliziesche nel Regno degli animali, Torino, SEI, 1957

### Serie di Tre Soldi
- Sei casi per tre Soldi: La borsetta, Il guinzaglio, Il portafogli, La macchina misteriosa, Corsa ciclistica, Il metronotte. In appendice a  «I Capolavori dei Gialli» nn., Mondadori, Milano, 1956
- Tre soldi e la donna di classe, Milano, I gialli Mondadori, n. 379, 1956
- Tre soldi e il duca, Milano, I gialli Mondadori, n. 403, 1956